# Hérold Goulon
Darryl Hérold Goulon (ur. 12 czerwca 1988 w Paryżu) – francuski piłkarz występujący na pozycji pomocnika.

## Sukcesy

### Zawisza Bydgoszcz
- Puchar Polski (1): 2013/14

## Kariera
Hérold Goulon rozpoczął seniorską karierę w angielskim Middlesbrough, jednakże nie rozegrał żadnego spotkania w pierwszej drużynie. W 2009 roku przeszedł do Le Mans FC. Przez dwa lata wystąpił w tym klubie w 37 meczach Ligue 1. Od 2010 roku był zawodnikiem Blackburn Rovers, w którym zagrał cztery razy. W trakcie sezonu 2011/12 trafił na wypożyczenie do drugoligowego Doncaster. 4 lipca 2013 roku Goulon podpisał dwuletni kontrakt z Zawiszą Bydgoszcz. Wraz z bydgoskim klubem wywalczył Puchar Polski. W 2014 roku przez 9 miesięcy miał przerwę w występach spowodowaną rehabilitacją po operacji kręgosłupa. 14 stycznia 2015 roku rozwiązał kontrakt z Zawiszą za porozumieniem stron. 19 stycznia 2015 roku Goulon związał się umową z cypryjską Omonią Nikozja. W 2016 przeszedł do Viitorulu Konstanca.